# 안산 화정동 오정각
안산 화정동 오정각(安山 花井洞 五旌閣)은 대한민국 경기도 안산시 단원구 화정동에 있는, 조선 세조 때 단종 복위 운동에 가담했던 이조판서 김문기와 아들 현석에 대한 충신정문과 효자정문 등 5대에 걸친 정문을 한 곳에 모셔놓은 곳이다. 1983년 9월 19일 경기도의 문화재자료 제7호로 지정되었다.

## 개요
정문은 국가에서 풍속을 권장하기 위해 충신·효자·열녀가 사는 마을 입구나 집 문 앞에 세우는 붉은 문을 일컫는다.
조선 세조 때 단종 복위 운동에 가담했던 이조판서 김문기와 아들 현석에 대한 충신정문과 효자정문 등 5대에 걸친 정문을 한 곳에 모셔놓은 곳이다.
지금 있는 건물은 조선 고종 7년(1870)에 세웠다고 하며, 1968년 보수하였고 1976년 단청을 거쳐 1981년에 시흥군에서 정화사업을 실시하여 오늘에 이르고 있다.
오정각 입구에는 1983년에 세운 ‘오정각중수기념비’가 있는데, 비석의 앞면에는 ‘오정각중수기념비’라 새겼고, 뒷면과 양쪽 옆면에는 김문기 등 5대의 행적, 관직, 덕망 등에 대하여 자세하게 기록되어 있다.
대문을 들어서면 보이는 정각은 앞면 3칸·옆면 2칸 규모이며，지붕은 옆면에서 볼 때 사람 인(人)자 모양인 맞배지붕이다.
가운데 칸 처마 밑에는 오정각이라는 현판이 걸려 있고 한 칸 안쪽으로 들어가면 다시 ‘오세충효(五世忠孝)’라는 현판이 걸려 있다.
건물 안에는 김문기의 초상화가 걸려 있고 건물 뒤쪽에는 김문기의 정문을 중심으로 5대 정문이 서 있다.

## 현지 안내문

### 한글 설명
오정각
五旌閣
경기도 문화재자료 제7호
경기도 안산시 단원구 오정각길 35 (화정동)

정문(旌門)이란 충신·효자·열녀 등을 표창하고자 마을 입구나 집 문 앞에 세우던 붉은 문을 말한다. 오정각(五旌閣)은 김문기(金文起)와 그의 아들 김현석에 대한 충신 정문과 손자인 김충주, 증손자인 김경남, 고손인 김약전 세 사람의 효자 정문을 모신 곳이다. 
현재의 이 건물은 조선 고종 7년(1870)에 후손들이 오세충효 정각(五世忠孝 旌閣)을 건립한 뒤 국가 보조와 종친들의 성금으로 몇 차례 중수하여 보전하고 있다. 
김문기는 세종 8년(1426)에 문과에 급제한 뒤 여러 관직을 거처 세조 원년에 공조판서(工曹判書) 겸 삼군도진무(三軍都鎭撫)가 되었으나 성삼문 박팽년 등과 단종 복위를 꾀할 때 병력 동원을 책임진 사실이 적발되어 처형되었다. 그 후 영조 33년에 충의공이라는 시호가 내려졌다. 그 아들 김현석은 영월군수로 재임 중 아버지와 같이 순절하였다. 손자인 김충주는 형인 충립(忠立)과 함께 노비가 되어 상주(尙州)로 가는 도중 삼수점(三水店)에서 도망하여 이곳 마하산에 숨어 숯을 구어 생계를 유지하였다. 
후손들은 선조인 김충주가 망월암에 올라가 영월 쪽을 바라보며 단종과 할아버지·아버지를 생각하면서 눈물을 흘리며 일생을 보내어 그 곳에 있던 소나무가 말라죽었다 하여 그가 살던 집터에 고송정을 지었다. 아들인 김경남과 손자인 김약전도 효성이 지극하여 3대가 효자로 일컬어져 왔다.

### 영문 설명
Ojeonggak Commemorative Pavilion
Gyeonggi-do Cultural Heritage Material No. 7

This pavilion was built to house the commemorative plaques honoring Kim Mun-gi (1399-1456), a civil official of the early Joseon period, and his descendants.
Kim Mun-gi passed the state examination in 1426 and served various official posts. In 1452, King Danjong (r. 1452-1455) ascended to the throne at the young age of 12, but was quickly usurped by his uncle, who later became King Sejo (r. 1455-1468). During this political turmoil, Kim Mun-gi attempted to restore Danjong to the throne but failed and was executed. His son Kim Hyeon-seok, who was a local magistrate of Yeongwol, also died at that time, following his father. Kim Hyeon-seok’s son Kim Chung-ju was enslaved as a punishment, but he managed to escape and lived by making charcoal in a mountain in Ansan. Kim Chung-ju lived in mourning for his father and grandfather all his life, and his son Kim Gyeong-nam and grandson Kim Yak-jeon were also renowned for their filial piety.
In 1731, Kim Mun-gi’s honor was reinstated by a royal order, and in 1870, commemorative plaques were bestowed to this family to honor the loyalty of Kim Mun-gi and his son and the filial devotion of Kim Chung-ju and his son and grandson. The same year, this pavilion was built to house the commemorative plaques and has since underwent several repairs.
The name of this pavilion, “Ojeonggak (五旌閣),” means “a pavilion for five commemorations.” In the neighborhood, a pavilion named Gosongjeong was also built in memory of Kim Chung-ju.

## 같이 보기
- 김문기

## 참고 문헌
- 오정각 - 국가유산청 국가유산포털